# Бэгли, Десмонд
Десмонд Бэгли (англ. Desmond Bagley; 29 октября 1923 года, Кендал, Камбрия — 12 апреля 1983 года, Саутгемптон) — британский писатель-романист и публицист, известный по ряду бестселлеров в жанре триллера, один из установивших законы этого жанра.

## Биография
Родился в Камбрии (английский Озерный край). В возрасте 14 лет оставил школу и начал работать, сначала в типографии, затем на фабрике по производству игральных автоматов и на авиационном заводе.
К концу войны отношения между родителями Бэгли обострились, Десмонд покинул Англию и отправился путешествовать в Африку. Он пересек Сахару и Кению, работал на асбестовых разработках и золотодобывающих приисках.
В 50-е годы Бэгли перебрался в Южную Африку. В Натале он заинтересовался журналистикой. В 1951-52 гг. работал радиосценаристом Южно-Африканской радиовещательной корпорации в Дурбане. Переехав в Йоганессбург, Десмонд работал свободным журналистом для газет «Sunday Times», «Star», «Rand Daily Mail». Он писал обзоры новых книг, концертов, фильмов и спектаклей. С середины 50-х годов начал писать статьи по различным техническим вопросам.
В 1957 году журнал «Argosy» опубликовал первый рассказ Десмонда. В 1962 году вышел его первый роман — «Золотой киль». Он был основан на подлинной истории о перевозке войсками СС ценностей Муссолини в Германию. Захватывающие подробности этой акции Бэгли впервые услышал в одном из баров Йоганессбурга. В 1965 году Десмонд вернулся в Англию. В 60-70-е годы он часто путешествовал и много времени уделял своим разнообразным увлечениям: математике, компьютерному программированию, военной истории. Эти увлечения и наблюдения, сделанные во время путешествий, находили отражение в его произведениях. Бэгли стал одним из ведущих мастеров триллера своего времени.
12 апреля 1983 года Десмонд Бэгли скончался от последствий перенесенного инсульта в госпитале Саутгемптона.
Его творчество оказало значительное влияние на многих английских авторов триллера. Последний роман писателя «Сокрушительная сила» был закончен его женой и опубликован посмертно.

## Избранная библиография
- Золотой Киль (The Golden Keel, 1962)
- Высокая цитадель (High Citadel, 1965)
- Ураган Уайетта (Wyatt’s Hurricane, 1966)
- Оползень (Landslide, 1967) (в 1992 году вышел одноимённый фильм)
- Письмо Виверо (The Vivero Letter, 1968) (в 1998 году вышел одноимённый фильм)
- Спойлеры/Пари для простаков (The Spoilers, 1969)
- Бег вслепую (Running Blind, 1970)
- Западня свободы (The Freedom Trap, 1971) (в 1973 году — фильм Человек-макинтош)
- Канатоходцы (The Tightrope Men, 1973)
- Тигр снегов (The Snow Tiger, 1975)
- Загадка (The Enemy, 1977) (в 2001 году — фильм Враг)
- Свободные (Flyaway, 1978)
- Багамский кризис (Bahama Crisis, 1980)
- Непредвиденные (Windfall, 1982)
- Ночь ошибок (Night Of Error, 1984)
- Джаггернаут (Juggernaut, 1985)